# Diego Ocampo
Diego Iván Ocampo Vázquez, meglio noto come Diego Ocampo (Ourense, 9 gennaio 1976), è un allenatore di pallacanestro spagnolo.